# Pascal Payen-Appenzeller
Pour le fromage, voir Appenzeller.
Pour les articles homonymes, voir Payen.
Pascal Payen-Appenzeller est un historien et stratigraphe du patrimoine, théologien,enseignant,écrivain et poète français, né en 1944 à Paris, français par son père, suisse par sa mère, elle-même fille du pasteur et imprimeur suisse alémanique Friedrich Appenzeller.

## Biographie
Après des études études supérieures de lettres et de droit, par le hasard d’une offre d’emploi pour étudiant, il s’intéresse aux visites guidées touristiques dans Paris.
Il fonde, en 1966, l'association 'Connaissance de Paris', qui deviendra plus tard Association fédérative pour la Connaissance de Paris et le rayonnement du tourisme (AFCPRT), dont le but est de présenter Paris au public sans se limiter aux monuments. Cette association prend en 2007 la dénomination "Association pour faire connaître Paris en réponse au temps". Son objectif est de présenter Paris et la ville urbaine, en s’intéressant non seulement aux monuments, mais aussi  à ses métiers d’art, à ses tribus, à la littérature et à la connaissance en général.
Il fonde la revue Connaissance de Paris et de la France  et il est directeur de la revue Paris aux cents villages. 
Il prend la suite de Pierre Dehaye , comme directeur de l’émissionbi' mensuelle Promenade s et flâneries aux domaines de poésie sur Radio Courtoisie.
À la fin des années 1960, il s’investit comme porte-parole des associations en faveur du maintien du canal Saint-Martin, que Georges Pompidou et la mairie de Paris veulent transformer en axe autoroutier nord-sud. Il fait de même pour les squares menacés par les parkings souterrains et, plus tard, pour la Cité fleurie. En 1994, il fondele Groupement d'études (GEPC) de la Petite Ceinture pour émettre des propositions sur l’aménagement de cette ancienne ligne ferroviaire
En 1995, il dirige la publication du Livre Blanc de la Petite Ceinture et ouvre avec Raoul Rolland Flèche d'Or café dans l'ancienne gare de Charonne Ceinture. 

Enseignant dans plusieurs universités : Vincennes,Censier et Villtaneuse, dans les universités américaines de Paris, plus particulièrement West Lion university puis à l'Ecole Supérieure de Paris (ESCP), dans Erasmus puis à l'Ecole des Clefs d'Or, ( international concierge institute), ensuite l'Ecole Supérieure des Professionnels de l'Immoblier (l'ESPI), les disciplines suivantes : la Géographie humaine, les tabous fondateurs des sociétés humaines, la sociologie urbaine et l'architecturte au service de l'histoire sociale.
Collectionneur d'art contemporain et critique d'art contemporain :( d'où la création en 200, de la société, Le sens de l'art), comme créateurt et commissaire d'exposition, entre autres,en 2009 l'exposition « Les stèles de la Création »
.Il est actuellement directeur général délégué du Geste d'Or, association ouverte en 2007 dont le but premier est l'entretien et la santé des patrimoines..
Créateur de musées, muséographe : Atelier Hoguet, musée de l'éventail, (1996), musée de la première traversée transatlantique en mer, années 90. A ouvrir, musée Jeff Banc à Salbris (2025-26). Conservateur des Stèles de la création à l'Eglise de la Madeleine.
Fondateur du Geste d'Or

## Publications

### Littérature, essais, ouvrages documentaires
- Dictionnaire historique des rues de Paris, Éditions de Minuit Le créateur du dictionnaire Jacques Hillairet et l'éditeur Jérôme Lindon lui ont demandé d'assurer les mises à jour à compter de la 3e édition de 1972[1].
- Paris Métro, Éditions du Dauphin, 1975
- Les bonnes adresses du Paris secret, sous le pseudonyme de Emmanuel Weiss, avec Claude Tille, Éditions Promacy, 1977
- Le Peigne de Vénus, avec Odile Lozet, Éditions Maritimes et d'Outre-mer, 1978
- Poulbots de Montmartre, éditions PCV, 1979
- Promenons-nous dans Paris, 2 tomes, Rive Gauche, Rive Droite, Éditions Princesse, 1980
- Mon Canal Saint-Martin, Éditions Imprimerie de l'Indre, 1984
- Malraux, l'homme des univers, entretiens avec André Malraux sur le musée imaginaire, éditions Comité André Malraux, 1989[réf. souhaitée]
- Les Mystères de Paris en l'An 1789, Éditions Sylvie Messinger, 1989[réf. souhaitée]
- Henri Ren, Regards d’atelier, éditions HENRI-REN, 1989
- Vriz, œuvres de 1983 à 1989, éditions Arts et Formes, 1990
- Au jardin des artistes, le Parnasse de Montmartre, Éditions Gaz de France / Distribution Île-de-France[réf. souhaitée], 1990
- Catalogue raisonné de l'œuvre peint de Stanislas Lépine (1835-1892), en collaboration avec R. Schmitt et M. Schmitt, éd. Galerie Schmitt, 1993
- Fedor Hoffbauer, Images de Paris du Moyen Âge à nos jours, Éditions Sand, 1993 ; réédité à plusieurs reprises sous le titre Paris à travers les âges, Place des Victoires éditions[réf. souhaitée], 2011
- La Broderie, histoire et technique de la broderie libre, Arts d'intérieur, Éditions Armand Colin, 1994
- Le livre blanc de la Petite Ceinture, Éditions du GEPC[réf. souhaitée], 1996
- Le Désert de Retz, paysages choisis (la symbolique maçonnique) Éditions Stock, 1997
- L’inconnue de la Bastille, Éditions Austerlitz, 1999
- Emile Hecq, monographie, édition Galerie Bernaerts, Anvers, 2000
- Les Éventails, objets de désirs, Éditions Parangon, 2001
- Arthure, Éditions Crépin-Leblond, 2002
- Alfred Georges Regner 1902-1987, Éditions Somogy, 2002[réf. souhaitée]
- Villes et mégapoles, Yvelinédition[réf. souhaitée], 2002 (4 rééditions, dernière réédition 2016)
- Le jardin de la terre, Éditions Courant d’Art, 2003[réf. souhaitée]
- Hôtel Plaza Athénée, Assouline Éditions, 2004[6]
- Promenades hors sentiers au bois du Père-Lachaise, Yvelinédition[réf. souhaitée], 2005
- Hommage de l'Amérique au général Lafayette[réf. souhaitée], Yvelinédition[réf. souhaitée], 2008
- Les pensées du vivant. Introduction à l'Etiothérapie, avec le docteur Patrick Latour, Yvelinédition, 2013
- La Halle Freyssinet, Éditions Groupe Jaulin, 2013
- Dictionnaire historique architectural et culturel des Champs-Élysées, avec Brice Payen, Ledico éditions, et Gourcuff Gradenigo, 2013 ( édition Anglaise 2015)[7],[8]
- La France des Ingénieurs et Architectes Suisses, édition du Geste d'Or, 2014
- La Bonne Graine, école d'ameublement de Paris, 1866-2016, édition de la Bonne Graine, 2016
- De Paris au Grand Paris, 35 ans, 35 chantiers, Yvelinédition, 2016
- Les pensées du vivant. Introduction à l'Etiothérapie, avec le docteur Patrick Latour, Yvelinédition, 2017 ( Deuxième Edition)
- Alex Berdal, Fragments d'une vie d'artiste, éditions du Geste d'Or,2025
- Publications à paraître, ouvrages généraux : Le Centenaire de la Régie Immobilière de Paris ( histoire du logement social, 202().
- Le 13e arrondissement, une autre ville à côté de Paris (2026)
- Notre Dame DE Pythagore à l’Evangile, 2027

### Poésie
- Dans les sables du sommeil (poèmes accompagnant des dessins à la mine de plomb de Tanagra, préface de Christian Loubet, 48 pages) Éditions Tipaza, Cannes, 1994
- L’accès d’amour, éditions caractères[réf. souhaitée], 1998, réédité par Yvelinéditions[réf. souhaitée], 2001
- Les ombres nous envahissent, Yvelinédition[réf. souhaitée], 2001
- Vers ma vie I, Yvelinédition, 2002[réf. souhaitée]
- Phrases, ou la vie d'un homme, Yvelinédition, 2004[réf. souhaitée]
- Thanatos Eros, Yvelinédition, 2005[réf. souhaitée]
- Vers ma vie II, Yvelinédition, 2007[réf. souhaitée]
- Vers ma vie III, Yvelinédition, 2008[réf. souhaitée]
- Au fil 2, sortilèges des bords de Seine, poésies accompagnant les gravures à la pointe-sèche de Jean-Michel Mathieu-Marie, Édition hors commerce, 20 ex, 2008
- De l'autre côté du monde, l'immensité, Éditions Musée eucharistique du Hiéron, Paray le Monial, 2008[réf. souhaitée]
- Le Dernier Chant autour de Roland Buraud, éditions Cheng Dali, 2010[réf. souhaitée]
- Par les épars, éditions Unicité, 2011[réf. souhaitée]
- Le Mercure de Paris, Constellation édition, 2016
- L'écriture, textes de Pascal Payen-Appenzeller, Gilbert Lascault et Michel Conil-Lacoste, lithographies originales d'Élisabeth Delesalle, IDEM éditeur, 2016
- Le Mercure de Paris II, Constellation édition, 2017
- Mercure de Paris III, 2020
- Elu prince en poésie, 2023.
- T'ANG HAYWEN, éditions du Geste d'Orn 2024
- Almas, éditions Unicités, 2024

### Poésie et musique
- La Voix de l'homme, Éditions Aquilion[réf. souhaitée], 2007

### Articles de presse
- « Robert Coutelas », Connaissance de Paris et de la France, n°36, décembre 1977.

## Filmographie
Comme auteur / acteur :
- Quasimodo, réalisateur Bruno Gantillon, 1974
- L’Embarquement pour Cythère, de Watteau, série Les enthousiastes, réalisateur Jean Frapat, 1982
- Paris Transitoire, réalisateur Olivier Mergault, 1985[réf. souhaitée]
- Plaisance, réalisateur Olivier Mergault, 1986
- À travers Paris, réalisateur Alain Mart, 1986
- Petite ceinture, petite campagne[9], réalisateur François Godard, 1997
- 7 artistes / 7 Encadreuse, École d'ameublement de Paris, réalisateur Liza-Maria Winterhalter / Frédéric Phillipe BEUVE, 2016

## Audio
- Paris des contes et des rêves, flâneries dans les 20 arrondissements. Éditions Minakhe, cassette
- Entretiens amicaux de JF Bordier avec Pascal Payen-Appenzeller, août 2012-août 2013

Il utilise parfois le pseudonyme de Jacques Emmanuel Weiss, hérité de son père spirituel Jacques Weiss